# Fluorek amonu
Fluorek amonu, NH4F – nieorganiczny związek chemiczny z grupy fluorków, sól amonowa kwasu fluorowoodorwego.

## Otrzymywanie
Można go otrzymać w bezpośredniej reakcji amoniaku i kwasu fluorowodorowego:
HF + NH
3 → NH
4F

## Właściwości
Jest to krystaliczne, bezbarwne ciało stałe, bardzo dobrze rozpuszczalne w wodzie. W temperaturze pokojowej i po podgrzaniu rozkłada się do amoniaku i wodorodifluorku amonu.

## Zastosowania
Stosuje się go jako konserwant drewna, środek dezynfekujący w piwowarstwie oraz w przemyśle włókienniczym.